# 東京都市計画道路幹線街路環状第4号線
東京都市計画道路幹線街路環状第4号線（とうきょうとしけいかくどうろかんせんがいろかんじょうだい4ごうせん）は、東京都港区から東京都江東区に至る環状の都市計画道路である。計画延長は約29kmだが、約半分の約15kmしか完成しておらず、現道がない区間や狭隘区間が多い。環状4号線の名はあまり知られておらず、外苑西通りや不忍通りなどの東京都の道路通称道路名が知られている。

## 概要
東京では1923年（大正12年）の関東大震災後の復興のため、1927年（昭和2年）に東京駅を中心に半径約10マイル（16キロメートル）の範囲に、1号から8号までの環状道路と放射状の道路を配置する道路整備計画がたてられ、環状第1号線から環状第6号線までの6本の道路は、既存の道路を利用して環状につなげるために必要な部分だけ道路を新設する内容とされた。この計画に基づき始められた環状5号線の整備中に太平洋戦争が始まり、戦時下となると戦争が最優先事項となったため環状4号線の道路整備計画は棚上げ状態となった。敗戦後は道路整備が区画整備と一体的となって再開されるものの、整備するために必要な予算が不足していたなどが原因で部分的にしか整備が行われなかったため、環状4号線は半円にもならず、道路全体の構成は環状通りとは言い難い状況となっていた。その後、現道未整備の区間や狭隘部について順次整備事業に着手し、2023年4月末現在、それらすべてが事業中となっている。それ以外の区間についても、一部で拡幅により歩道や右左折車線を整備中。
富久町西交差点から西早稲田交差点にかけて、右左折の多い計画ルートになっているが、当初のこの区間は国立国際医療センター付近を通る直線状道路の計画であった。1964年（昭和39年）に都市計画変更がなされ、現道を極力活用した現在の経路に変更されている。
- 起点：港区港南一丁目（旧海岸通り）
- 終点：江東区新砂三丁目（永代通り）

## 区間と通称
路線名は略称で表す（国道x号→国x、都道yyy号○○△△線→都yyy）

南西から
新港南橋：都316（旧海岸通り）、都480
| （現道なし）※事業中（港南区間）
高輪5丁目付近：国15（第一京浜）
| （現道なし）※事業中（高輪区間）
高輪台：国1（桜田通り）
| （現道なし）※事業中
白金台：都312（目黒通り）
| 都418号（外苑西通り）
富久町西：都302（靖国通り）
| 都302 ※事業中
都立総合芸術高校付近（交差点名なし）：（東京医大通り）
| （現道なし）※事業中
余丁町：都302（余丁町通り）
| 都302 ※2022年5月開通
河田町：都433（団子坂）
| 都433（団子坂） ※放射第25号線の若松町区間として拡幅事業中
若松町：都433（大久保通り）
| 夏目坂通り ※狭隘区間 事業中
早稲田駅前：都25（早稲田通り）
| 都25（早稲田通り）
西早稲田：都25（早稲田通り）
| 都25支線
甘泉園付近（交差点名なし）：都8（新目白通り）
| （現道なし）※事業中
目白台2丁目：都8（目白通り）
| 都437（不忍通り）※白山通り～本郷通り間は拡幅事業中
道灌山下：都437（不忍通り）
| 都457（道灌山通り）
宮地：都306（明治通り） 、都313（尾竹橋通り）
| 都306（明治通り）
| ※東向島区間は2013年度より拡幅整備事業中 
| ※東向島区間の南に隣接する京成線高架下～小村井交差点間は拡幅予定、一部事業中
小村井：都306（明治通り）
| 都476（丸八通り）
南砂町駅入口：都10（永代通り）

## その他
- 戦前の都市計画では、丸八通りは幹線環状道路第六号其の二（其の一は現在の東京都市計画道路幹線街路環状6号線（山手通り））の一部であった。

## 建設
高輪・港南、白金台
- 白金台から港南までの延伸計画について平成29年に環境現況調査が完了し、延伸についての住民説明会が開催された。工事期間は2019年（令和元年）から2032年（令和14年）で、2027年（令和9年）のリニア中央新幹線品川駅開業や高輪ゲートウェイ駅周辺の再開発完成に合わせて桜田通りから港南までを2027年（令和9年）に先行開業させる計画である[14]。2018年の都市計画決定で従来の高輪の第一京浜起点から港南三丁目の海岸通り起点に延長され、山手線などをまたぐ橋梁も建設予定となっている。この付近の完成をもって全線開通となる。予定地には三田用水の遺構がある。

富久町
- 2011年に事業認可。なお南側の一部は2010年から2016年までに富久クロス建設にあわせて整備されている。

河田町
- 平成13年度に事業認可を受け、2022年5月26日に開通[15]。放射6号線から放射25号線をつなぐ。

夏目坂
- 2018年に事業認可。

目白台
- 現道が無いため、補助76号線から放射7号線（新目白通り）にかけて平成13年より事業認可を受け新規工事を行っている。神田川をまたぐ新橋梁も建設されている。目白通りとの交差点はトンネル構造となる。

本駒込
- 平成26年度〜令和2年度にかけて、拡幅工事、電柱地中化が実施されている。

荒川
- 荒川区荒川一丁目地内（サンパール荒川前交差点東方）～南千住一丁目地内（常磐線交差部付近）で、歩道の拡幅および線形改良等がおこなわれている[12][16]。